# Wilk rosyjski
Wilk rosyjski (Canis lupus communis) – największy podgatunek wilka szarego. Stabilna populacja, zamieszkuje środkową Rosję.